# استانیسلاس ای. جیمز
استانیسلاس ای. جیمز (انگلیسی: Stanislaus A. James; زاده ۱۳ نوامبر ۱۹۱۹ – درگذشته ۲۶ مهٔ ۲۰۱۱) سیاست‌مدار اهل سنت لوسیا بود. وی از ۱۰ اکتبر ۱۹۸۸ تا ۱ ژوئن ۱۹۹۶ فرماندار کل سنت لوسیا بود.
استانیسلاس ای. جیمز در ۲۶ مه ۲۰۱۱، در سن ۹۱ سالگی درگذشت.